# Штрук, Герман

Иллюстрация Г.Штрука в книге А.Цвейга Das ostjüdische Antlitz (1915)

Герман Штрук,Хаим Аарон бен Давид также (нем. Hermann Struck; 6 марта 1876, Берлин — 11 января 1944, Хайфа) — немецкий и израильский художник, график и литограф. Более известны его графические работы и литографии.

## Биография
Г. Штрук родился в еврейской семье. Получил художественное образование в берлинской Академии искусств. Автор теоретической работы по графике Искусство гравировки (Die Kunst des Radierens) (1908). Был учителем для таких мастеров, как Марк Шагал, Ловис Коринт, Йозеф Будко, Якоб Штейнхардт и Лессер Ури.
Г. Штрук создал интересные портреты многих своих знаменитых современников — Г.Ибсена, А.Эйнштейна, Ф.Ницше, З.Фрейда и О.Уайльда. В годы Первой мировой войны он служит в армии, при Верховном командовании «Ост» (Oberkommando Ost), на Восточном фронте, референтом по делам евреев на занятых германскими войсками территориях — восточной Польше, Литве, Латвии и Белоруссии. Познакомившись в Литве с писателем Арнольдом Цвейгом, Штрук вместе с ним создаёт книгу-альбом «Лики восточноевропейских евреев (Das ostjüdische Antlitz) (1915)».
Г. Штрук был по вероисповеданию ортодоксальный иудей и по политическим убеждениям — сионист. Впервые посетил Палестину в 1903 году. Один из основателей движения «МИЗРАХИ» в религиозном сионизме. В 1904 году стал членом движения Берлинский сецессион. В 1923 году художник эмигрирует в тогда британскую Палестину. Был членом художественной академии Бецалель, один из основателей Художественного музея Тель-Авива.